# Aty-baty, sjli soldaty...
Aty-baty, sjli soldaty... (russisk: Аты-баты, шли солдаты...) er en sovjetisk spillefilm fra 1977 af Leonid Bykov.

## Medvirkende
- Leonid Bykov som Svjatkin
- Vladimir Konkin som Suslin
- Jelena Sjanina som Kima Velenstovitj
- Leonid Baksjtajev som Konstantin
- Nikolaj Grinko